# 1980년 하계 올림픽 아프가니스탄 선수단
1980년 하계 올림픽 아프가니스탄 선수단은 소비에트 연방 모스크바에서 개최된 1980년 하계 올림픽에 참가한 올림픽 아프가니스탄 선수단이다.

## 참고 자료
- (영어) “Afghanistan at the 1980 Moskva Summer Games”. SR/Olympic Sports. 2009년 1월 21일에 원본 문서에서 보존된 문서. 2011년 9월 22일에 확인함.